# Cadillac, Michigan
Cadillac este o localitate, municipalitate și sediul comitatului Wexford, statul Michigan, Statele Unite ale Americii.